# Анрі Андуає
Анрі Андуає (фр. Marie Henri Andoyer; 1 жовтня 1862 — 12 червня 1929) — французький астроном і математик, член Паризької АН (1919).
Народився в Парижі. У 1884 закінчив Вищу нормальну школу в Парижі. Працював в Тулузському, з 1892 — в Паризькому університетах (з 1903 — професор).
Основні наукові дослідження відносяться до небесної механіки. У роботі «Загальні формули небесної механіки» (1890) показав, як, використовуючи одні лише тригонометричні функції, можна вирішувати загальні рівняння руху з будь-яким ступенем точності. Вивчав спеціальні випадки задачі трьох тіл; показав, зокрема, як за допомогою лібраціоних точок Лагранжа можна отримати рішення, в якому параметри періодичних членів не залежать від часу. Вивчав рух астероїдів і збурення їхніх орбіт Юпітером. Досліджував задачу руху n тіл, точок рівноваги, що розташовані поблизу, отримані результати застосував до проблеми загальної сталості Сонячної системи. Розробив спеціальні методи для розрахунку ефемерід; особливо зручний запропонований ним метод розрахунку руху Місяця.
Склав з точністю до 15 знаків таблиці тригонометричних функцій (т. 1-3, 1915—1918). Його лекції в Паризькому університеті послужили основою для чотирьох підручників з астрономії і чотирьох — з математики. Керував виданням французького астрономічного щорічника «Connaissance des temps». Член Бюро довгот в Парижі (1910).